# SWP Be 4/10
Be 4/10 – przegubowe wąskotorowe elektryczne wagony silnikowe, eksploatowane przez przedsiębiorstwo Regionalverkehr Bern–Solothurn (RBS) na linii kolejowej Berno – Worb Dorf w Szwajcarii. Powstały w wyniku przebudowy wagonów Be 4/8 w 2010 r., która polegała na wydłużeniu ich o dodatkowy człon niskopodłogowy (podobne rozwiązanie zastosowano w niemieckich tramwajach GT10 NC-DU).

## Be 4/8

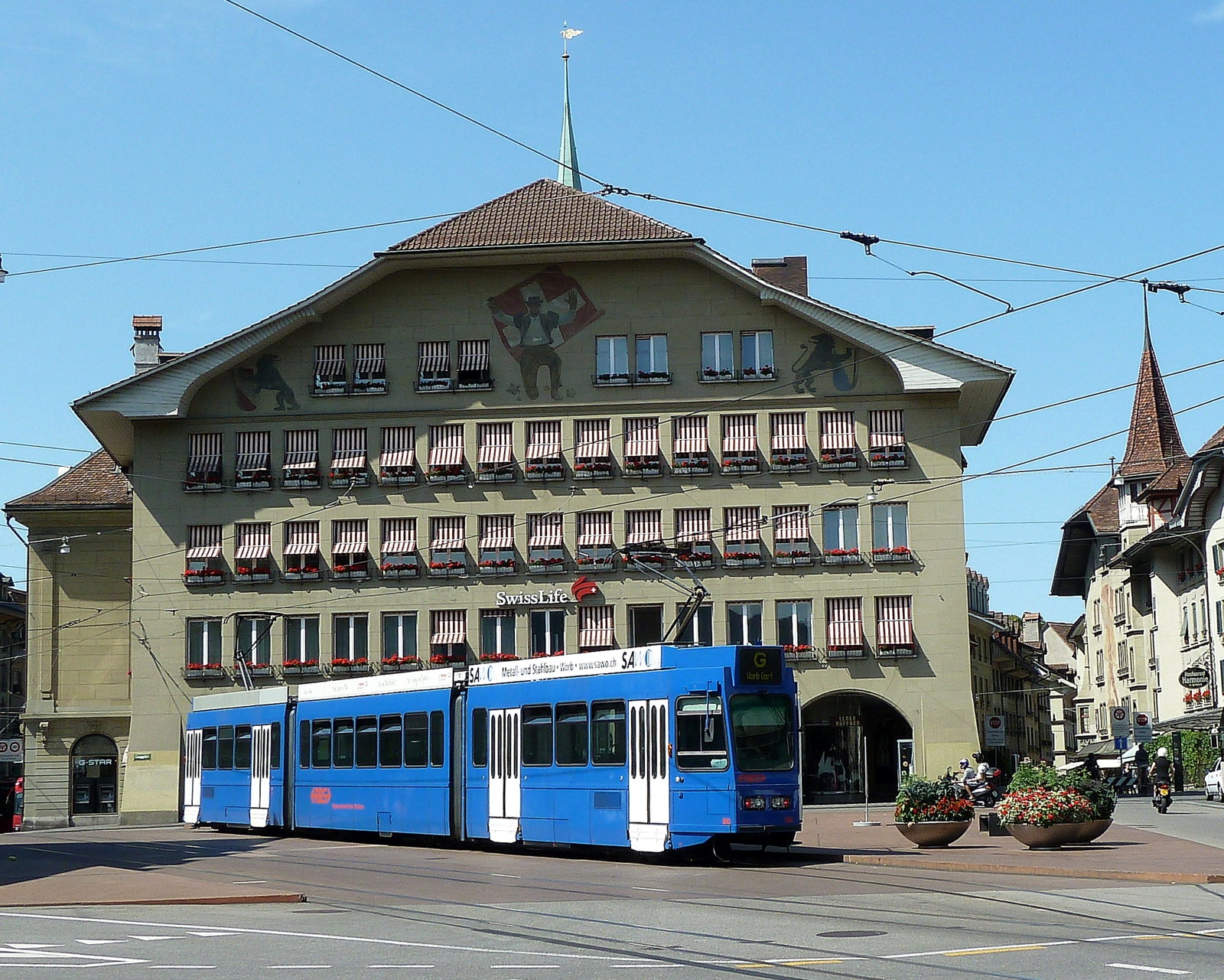
Niebieski trzyczęściowy Be 4/8 w Bernie, 2010

W 1987 r. przewoźnik Regionalverkehr Bern–Solothurn postanowił o obsługiwaniu linii kolejowej Berno – Muri – Worb Dorf taborem zbliżonym do wagonów tramwajowych. W tym celu dostosowano napięcie sieci trakcyjnej do napięcia tramwajów berneńskich i zamówiono dziewięć wagonów dwukierunkowych. Zostały zaprojektowane i zbudowane przez Schindler Waggon Pratteln (SWP) i Schweizerische Industrie-Gesellschaft (SIG). Wyposażenie elektryczne dostarczyło Asea Brown Boveri (ABB). Od czasu wyremontowania i wzmocnienia mostu Kirchenfeld w 1988 r. wagony Be 4/8 mogą kursować także po sieci tramwajów miejskich.
Konstrukcja trójczłonowego Be 4/8 wywodzi się z dwuczłonowego tramwaju Tram 2000 eksploatowanego przez VBZ z Zurychu. Środkowy człon Be 4/8 spoczywa na dwóch wózkach. Obydwa człony skrajne opierają się na jednym dwuosiowym wózku napędowym. Wysokopodłogowy człon środkowy nie ma drzwi i można się do niego dostać jedynie poprzez dwa sąsiednie człony. Nadwozie to lekka konstrukcja stalowa. Do wnętrza wagonu prowadzi po dwoje drzwi z obu stron skrajnych członów.

## Be 4/10

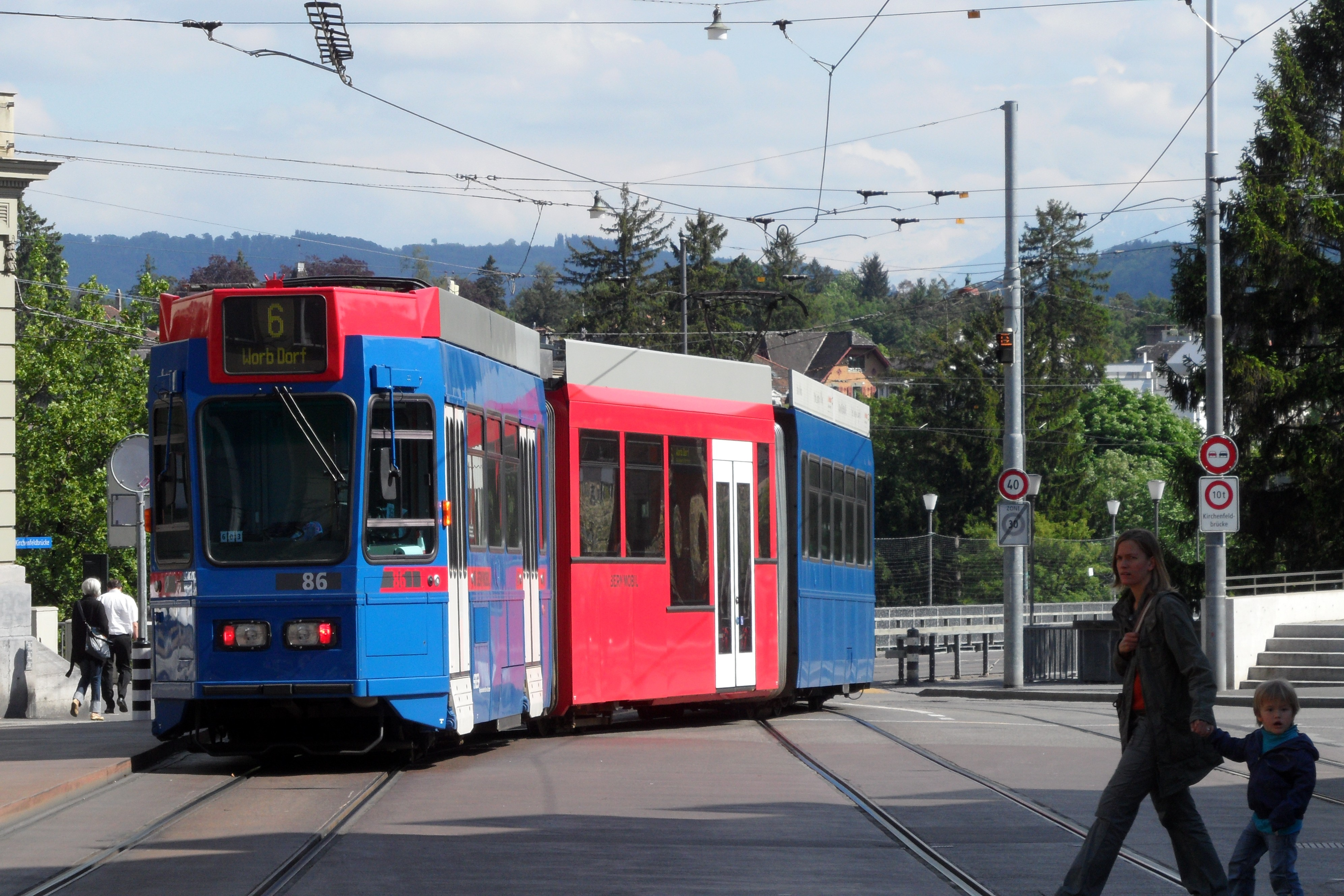
Be 4/10 z czerwoną częścią niskopodłogową

W 2010 r. Be 4/8 przebudowano na Be 4/10. Wstawiono dodatkowy człon niskopodłogowy, który ułatwia wsiadanie i wysiadanie osobom z wózkami dziecięcymi lub na wózkach inwalidzkich. Ponieważ długość wagonów zwiększyła się o ok. 7 metrów, zwiększyła się jednocześnie liczba miejsc. Dziewięć członów niskopodłogowych zostało wyprodukowanych przez firmę Stadler Altenrhein. Nadwozie tych członów jest wykonane z aluminium i opiera się na jednym wózku.
Wraz ze zmianą rozkładu jazdy w 2010 r. linia RBS G do Worb została połączona z miejską linią tramwajową do Fischermätteli. Bernmobil obsługuje całą linię 6 wagonami Be 4/10 należącymi do RBS i własnymi Siemensami Combino. Kolor nowego członu niskopodłogowego Be 4/10 nawiązuje do barw zakładowych Bernmobil.